# Evangelische Kirche Goleszów

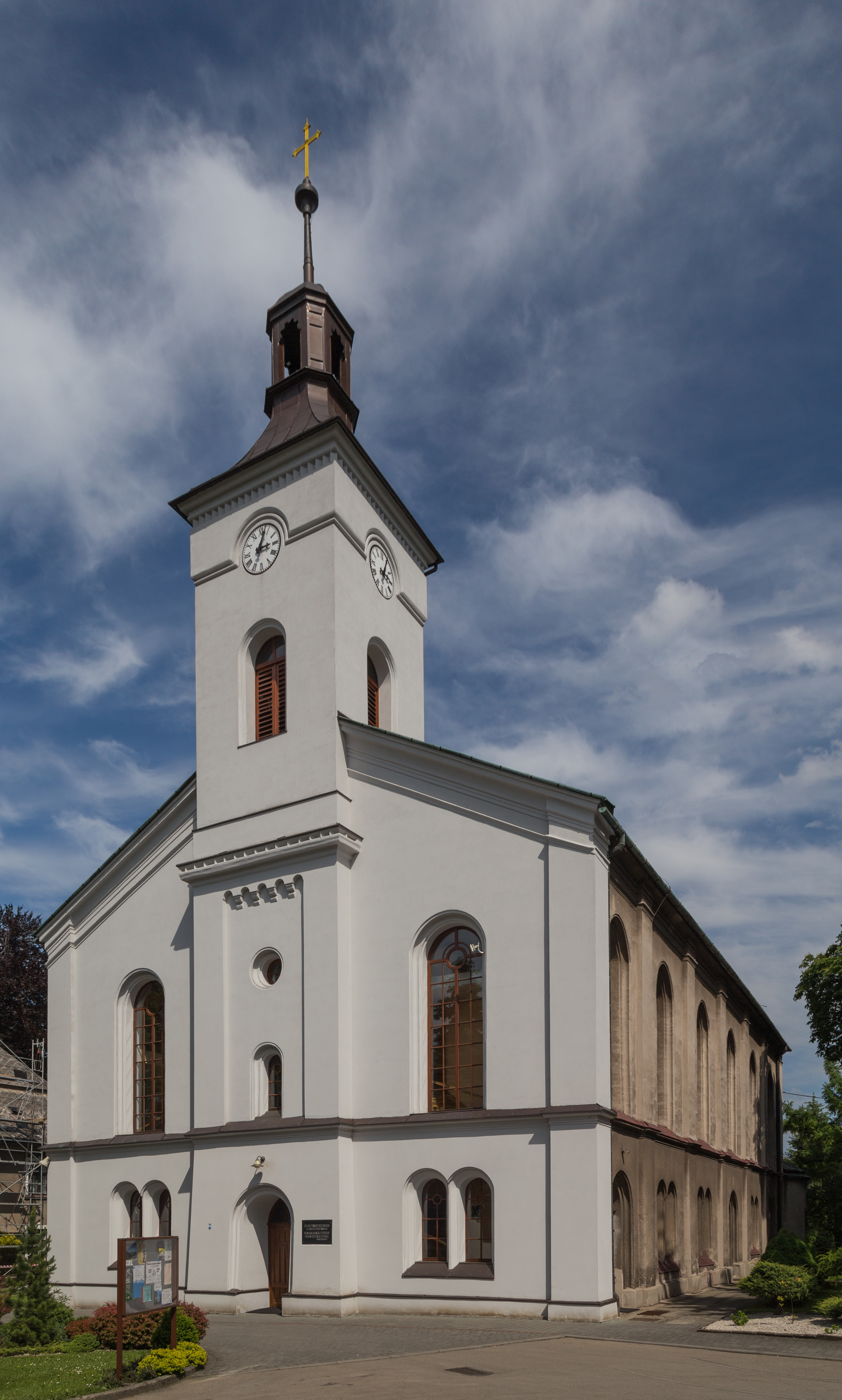
Evangelische Kirche Golleschau

Die Evangelische Kirche Goleszów  ist die evangelisch-lutherische Kirche von Goleszów  (deutsch: Golleschau), einem Ort im Powiat Cieszyński in der Woiwodschaft Schlesien in Polen.

## Geschichte
Nach Erlass des Toleranzpatents Josephs II. von 1781 konnte 1785 ein provisorisches Bethaus errichtet und am 15. August des Jahres durch dem Pfarrer Christian Bogumil Frőhlich eingeweiht werden. Im Mai 1793 begann mit finanzieller Unterstützung durch Herzog Albert Kasimir von Sachsen-Teschen und seine Frau Maria Christina der Bau der heutigen Kirche. 1798 wurde eine Orgel aus der Klosterkirche der Barmherzigen Brüder in Teschen erworben.
Nachdem 1848 den Protestanten im Habsburgerreich die Errichtung von Kirchtürmen zugestanden worden war, wurde am 15. August 1850 durch den Pfarrer der Jakobskirche von Ustroń und Abgeordneten der Frankfurter Nationalversammlung, Carl Friedrich Kotschy, der Grundstein für den Turmbau gelegt, der am 1. November 1851 vom Pfarrer von Bystrschitz, Friedrich Wilhelm Raschke, geweiht wurde. Im Turm wurden zwei Glocken aus der Glockengießerei Karl Schwabe in Bielsko aufgehängt. 
Bei einem Erdbeben am 8. Februar 1858 wurde der Kirchenbau erheblich beschädigt, so dass nach ersten Reparaturen 1877 das Kirchenschiff in Angleichung an den erhaltenen Turm durch einen größeren Neubau ersetzt und am 15. August 1878 mit der neuen Orgel aus der Werkstatt von Zapolski aus Krakau durch den Superintendenten Karl Samuel Schneider geweiht wurde.

## Architektur
Die Kirche von Golleschau ist eine in den Formen des Rundbogenstils erbaute dreischiffige Emporenhalle mit vorgestelltem, von einem Spitzhelm bekröntem Turm und einem rechteckigen Altarhaus mit seitlich angefügten Sakristeiräumen. Der Kirchenraum wird von den doppelgeschossig eingebauten Emporen beherrscht, das Mittelschiff ist von einem Muldengewölbe überdeckt. Im polygonal geschlossenen Altarraum befinden sich seitlich des Altars zwei 1857 von Franz Mainhalt aus Skotschau geschaffene Darstellungen der Kindersegnung Jesu und des Abendmahls.